# Ricerca su griglia
Nel contesto dell'apprendimento automatico, la ricerca su griglia (grid search) costituisce una forma di ricerca esaustiva condotta su parte dello spazio degli iperparametri di un algoritmo di apprendimento per il loro tuning, risolvendo un problema di ottimizzazione degli iperparametri che selezioni valori appropriati per il dataset. La ricerca su griglia dev'essere guidata da una metrica utile alla valutazione delle prestazioni dell'algoritmo, misurate attraverso convalida incrociata (CV) su dati di allenamento.
Dal momento che lo spazio degli iperparametri dell'algoritmo di apprendimento potrebbe includere iperparametri con domini di valori discreti ma illimitati o reali, è necessario impostare manualmente insiemi finiti e discretizzazioni nella definizione della griglia di ricerca.